# Musique slovène
 (février 2025).
Si vous disposez d'ouvrages ou d'articles de référence ou si vous connaissez des sites web de qualité traitant du thème abordé ici, merci de compléter l'article en donnant les références utiles à sa vérifiabilité et en les liant à la section « Notes et références ».
La musique slovène est liée à celles de l'ex-Yougoslavie et de l'Autriche voisine, partagée entre une influence montagnarde et littorale. Longtemps sous domination autrichienne, la Slovénie intègre les formes de danses classiques telles la polka et la valse, notamment aussi grâce à la présence d'ensembles tziganes. Malgré un élan certain à la période baroque, la musique classique n'y a toutefois pas trouvé de terrain favorable avant le XXe siècle où une véritable avant-garde se forme. La musique folklorique bien encore vivace, se perpétue à présent[Quand ?] grâce aux nombreuses fanfares et groupes de tamboura. Un style régional est bien connu à présent[Quand ?], l'Oberkrainer.
La musique contemporaine s'inspire de la musique occidentale avec toutefois une sensibilité traditionnelle grâce au succès de la world music et du turbo folk.

## Musique classique

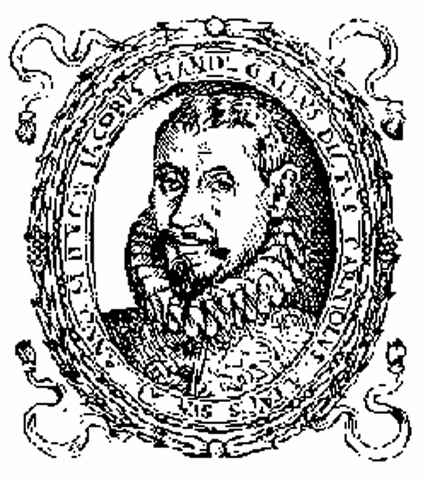
Jakob Gallus.

C'est au VIIIe siècle que le Christianisme se propage en Carantanie introduisant le chant liturgique et le plain-chant à partir d'influences de musique sacrée germanique. Au Moyen Âge, les troubadours germains Minnesinger Ulrich von Liechtenstein (XIIIe siècle) et Oswald von Wolkenstein (XVe siècle) introduisent la musique séculière tout en composant en langue slovène.
Au XVIe siècle, la musique est utilisée pour le prosélytisme de la Réforme. Le premier hymne slovène Eni Psalmi date de 1567. Les premiers compositeurs de renom s'appellent Jacobus Gallus, Jurij Slatkonja et J. B. Hoffer. Au XVIIe siècle, les Jésuites prennent en main la Contre-Réforme et cherchent en Italie de nouvelles influences, tout en fondant la première académie musicale du pays. Au XVIIIe siècle, la musique décline à cause de la dépression économique jusqu'en 1768, où des orchestres allemands sillonnent le pays. Le célèbre violoniste Giuseppe Tartini est originaire de Slovénie et à y a reçu sa première éducation. J. K. Dolar est un compositeur émigré à Vienne. Le premier opéra slovène est Belin (1780) de Jakob Zupan (1734-1810).
Au XIXe siècle, apparaît une musique nationale d'inspiration romantique allemande, dont l'un des précurseurs est Jurij Mihevec. Gustav Mahler dirige une saison au théâtre de Ljubljana (1882). Le célèbre compositeur Hugo Wolf est né en Slovénie. Au XXe siècle, l'impressionnisme, le néoromantisme et l'expressionnisme s'y développent avec les compositeurs Fran Gerbič, Benjamin Ipavec, Risto Savin et Emil Adamič.
Le chef d'orchestre tchèque Václav Talich prend en main le renouveau slovène au début du siècle, appuyé par Marij Kogoj et Slavko Osterc qui développent une musique expressionniste, tandis que Lucijan Marija Škerjanc incarne un courant plus traditionaliste, aux tendances néo-baroques, néo-romantiques et impressionnistes, Marjan Kozina se situant entre les deux.
Dans les années 1960, alors que Uroš Krek et Dane Škerl développent avec inventivité l'approche « classique » de Škerjanc, Primož Ramovš et Ivo Petrić forment une avant-garde pour le renouveau musical, suivis par Jakob Jež, Aleksander Lajovic, Darijan Božič, Lojze Lebič ou encore Vinko Globokar (opéra L'Armonia). Avec un langage original, Božidar Kantušer est progressiste dès les années 1950. Parmi les contemporains on peut citer[style à revoir] Brina Jež-Brezavšček, Aldo Kumar, Janko Ravnik, Uroš Rojko et Tomaž Svete. 

## Musiques traditionnelles
Des recherches archéologiques à Cerkno excavent une flûte vieille de 50 000 ans. La musique folklorique est représentée principalement par des fanfares velike goslarije et les chœurs ruraux. Depuis les années 1950, des revivalistes tels que Katice, Trinajsto prase, Musicante Istriani, Kurja Koža, Volk Folk, Vruja, Tolovaj Mataj, l'Avsenik Ensemble (Slavko Avsenik et Vilko) s'attachent à perpétuer ce répertoire de danses (polka, valse, metlika, kolobk, tkalecka, potrkan ples) sous le nom d'Oberkrainer (un dérivé du Schlager). Istra Nova, Musicanti Istriani et Brkini sont spécialisés dans le chant. 
On retrouve[style à revoir] aussi ici les orchestres de Tamburaši iz Cirkulan, Vlado Kreslin, Beltinška banda et Marko banda.. Enfin, il existe aussi des ensembles tziganes tels que Amala, Halgato, Langa, Roma Ramadan et Šukar. Il existe toujours[Quand ?] une pratique de l'accordéon, notamment accordéon de Styrie, pratiqué par exemple par Nejc Pačnik.

## Musique populaire

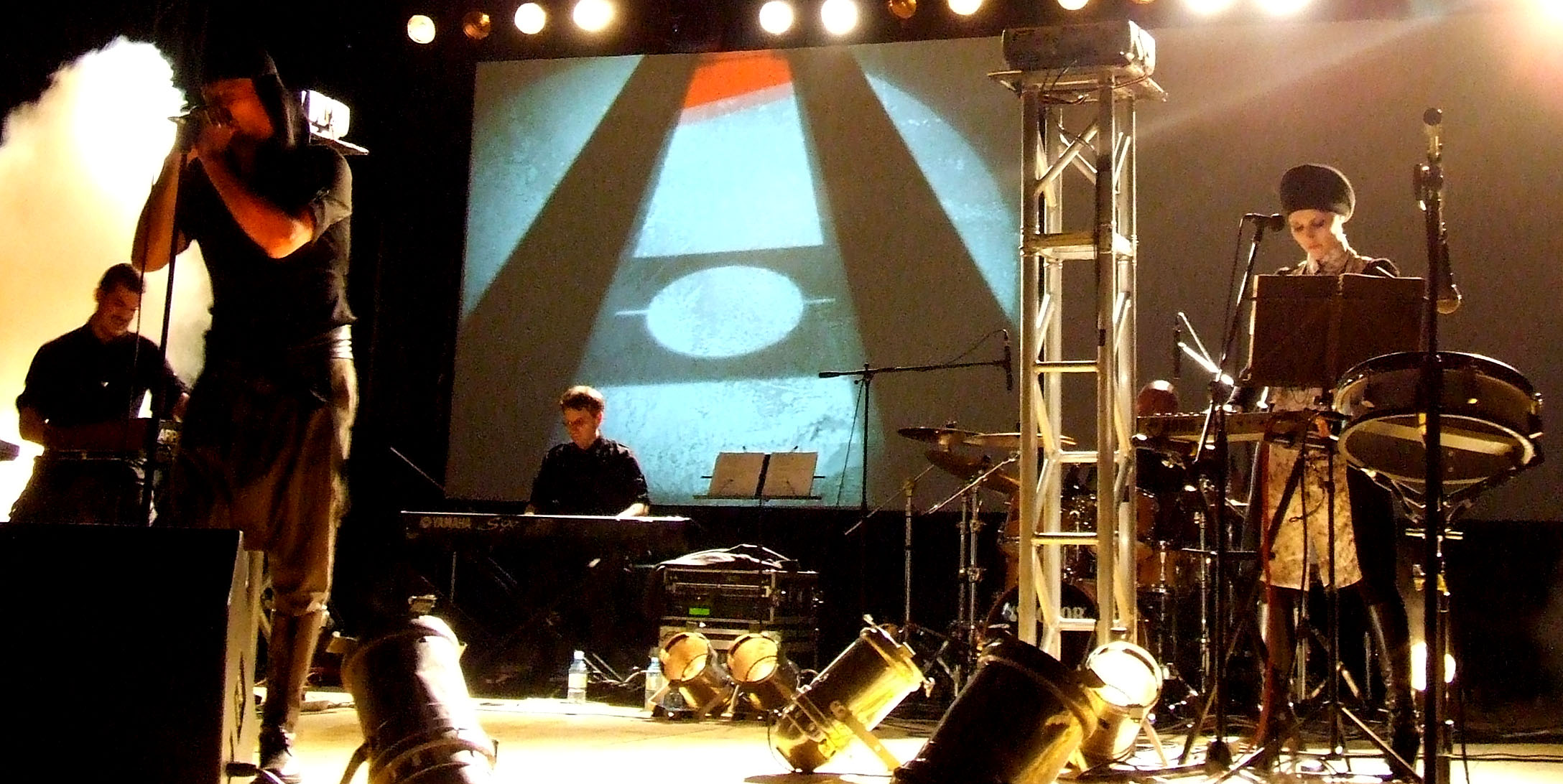
Laibach.

Après la vogue des cover bands de musique pop dans les années 1960, tels que Tomaž Domicelj and the Chameleons, des groupes tels que Buldozer (avec Marko Brecelj), Tomaž Pengov, Begnagrad (avec Bratko Bibic émergent dans les années 1970. Le mouvement punk trouve un succès car il devient le médium pour exprimer un certain désarroi politique. Le premier groupe de ce mouvement est Pankrti.
Un groupe notable de rock slovène est Laibach, jouant une musique industrielle depuis les années 1980. Siddharta, Psycho-Path, Elvis Jackson et Center za dehumanizacijo (CZD) sont dans la même lignée.
La world music est représentée par Brina, Caminoigra, Terrafolk, Bratko Bibic et Širom.
Le jazz a du mal a s'implanter car il n'y a pas d'école officielle. On trouve[style à revoir] toutefois des musiciens de renom tels que Tadej Tomšič, Vasko Atanasovski, Renato Chicco, Žiga Golob, Primož Grašič, Lado Jakša, Zlatko Kavčič, Nino Mureškič, Igor Lunder, Samo Šalomon, Bojan Gorišek et Milko Lazar. 
La musique électronique est jouée par les DJ DJ Umek et Valentino Kanzyani. 

## Instruments traditionnels
Les instruments à vent comprennent : akordeon, ocarina, trstenka, et accordéon de Styrie. Les instruments à cordes comprennent :  guitare, tamboura, violon et citrar. Les percussions incluent : drumlja, klopotec et škaf-bass.